# Видеомания
«Видеомания» — мультиплатформенное видеоприложение к журналу о компьютерных играх «Игромания». Её созданием занималась FXA Studio во главе с Антоном Логвиновым. Помимо материалов для диска, FXA Studio также делала видео для сайта «Игромании». Материалы «Видеомании» озвучивают профессиональные актёры и дикторы, в том числе Борис Репетур, ведущий телепередачи «От винта!», выходившей на ТВ с 1994 по 1998 год и, с 2013 года, Сергей Чихачёв, один из авторов «От винта!». С января 2007 года старые выпуски «От винта!» также можно найти на дисках «Видеомании».
«Видеомания» охватывает не только индустрию ПК, но и уделяет повышенное внимание игровым консолям (таким, как PlayStation, Xbox и другим); затрагивает те темы, которым в основном журнале не хватает места и воплощает те идеи, которые в бумажном формате сложно представить.

## История «Видеомании»
Из слов Антона Логвинова, продюсера видеонаправления журнала «Игромания» в сюжете, посвященному годовщине «Видеомании»:
Идея «Видеомании» пробивалась несколько лет. Антон Логвинов, ныне продюсер видеонаправления, был обычным автором, который вёл некоторые рубрики журнала и чисто ради удовольствия создавал вступительные ролики для CD журнала. Это были фактические маленькие музыкальные клипы по свежим играм (некоторые из них можно посмотреть на YouTube-странице FXA Studio). Идея «Видеомании» появилась в 2002 году. Но очень долгое время проекту не давали «зелёный свет».
«В „Техномире“ в „Видеоманию“ вообще никто не верил. Это сейчас кажется, что видеоприложение к игровому журналу — обычное дело. Но в 2003—2004 году всё было иначе. Игромания была совсем другой, индустрия была совсем другой. Вообразить видеожурнал, посвященный видеоиграм в рамках печатного издания — это казалось безумием. Наверное, на протяжении года или полутора я доставал всех этой идеей. Меня всегда внимательно выслушивали и разворачивали. У журнала не было достаточно средств для финансирования нового направления, да и очень-очень многие сомневались в его успехе. Тот же Александр Кузьменко, будучи тогда ещё редактором R&S тыкал меня носом в статистику по кинофильмам на DVD, где ясно было написано, что разного рода дополнения смотреть большинству людей не интересно. Идея было окончательно умерла» — Антон Логвинов, 2005 год.
Но в 2004 году ситуация на рынке игровых печатных изданий изменилась. Глядя на невероятный успех «Игромании» (журнал как раз тогда взял рубеж в 100 тысяч экземпляров), издательский дом Gameland запустил новый схожий по концепции журнал «PC Игры». Это не могло не встряхнуть «Игроманию». Именно тогда Олег Полянский, бывший главным редактором «Игромании», позвонил Антону Логвинову с предложением сделать первый пробный сюжет с российской конференции разработчиков игр КРИ 2004.
В 2010 году в подкасте «Адовая кухня» Антон рассказал, что название приложения — «Видеомания», было выбрано по аналогии с названием журнала — «Игромания», и не несет в себе какого-либо иного значения.
Осенью 2012 года после серьёзных разногласий в коллективе Антон Логвинов ушёл из «Видеомании». Сейчас он ведёт свой собственный блог и YouTube-канал, на который выкладывает игровые обзоры и репортажи собственного производства. С начала 2013 года видеоприложением «Игромании» занимается собственная студия журнала, которую возглавляет бывший главный редактор «Лучших компьютерных игр» Алексей Шуньков, а в июне 2018 году и Шуньков уходит из «Видеомании».

## Рубрики «Видеомании»
Видеоновости: индустрия — часовая передача, о самых главных событиях игровой и IT-индустрии, произошедших за месяц. Съёмки различных презентаций, короткие интервью с важнейшими лицами игровой индустрии, впечатления редакторов журнала о тех или иных событиях, аналитика.
Видеоновости: игры — полуторачасовая передача об играх, игровой культуре и всем, что с ними связано. Сравнение игр и реальности. Разбор важных трейлеров крупным планом. И подборка свежего и актуального видео с комментариями редакторов «Видеомании», рассказы главных лиц «Игромании» об игровых презентациях, прошедших в самых разных странах.
«SPECIAL» — репортажи из самых разных уголков мира, обзор главных выставок планеты (Electronic Entertainment Expo, Gamescom, Tokyo Game Show, «Игромир»), интервью с легендами игровой индустрии, истории популярных игровых серий и многие другие нестандартные сюжеты.
Видеообзоры — рецензии на новейшие и выходящие игры в видеоформате.
Мнение — мнения редакторов «Игромании» о выходящих играх.
Во что поиграть в этом месяце — всё, что появилось на российском рынке за прошедший месяц. Краткие описания всех игр месяца.
Ретро — видео на тему культовых и высокооцененных игр, в которые играло человечество 5, 10, 15 и 20 лет назад.
Unboxing! — распаковка коллекционных изданий новейших и выходящих игр.
Развлекательный канал — подборка самого интересного неформатного видео. Любительские ролики на тему игровой индустрии, уморительные сюжеты, игровые клипы, скоростные прохождения известных хитов — всё, что заставит не раз улыбнуться зрителей. А также самые смешные рекламные видеоролики, выходившие на западном рынке в прошлые годы. Блестящая возможность прикоснуться к видеоиграм различной эпохи — от конца 70-х годов до нашего времени.